# Barents väg
Barents väg är namnet på en internationell turistväg som i Sverige går genom mellersta Lappland och södra Norrbotten. 

## Sträckning
Väg som går från Atlanten (Norge), via Bottenviken (Sverige/Finland) och Vita havet (Ryssland) till Barents hav.
Bodø - Arjeplog- Arvidsjaur - Luleå - Haparanda - Rovaniemi - Kemijärvi - Kandalaksja - Murmansk. Om man föredrar buss före bil, finns det möjlighet att åka linjebuss längs en större del av sträckan (dock tåg Kandalaksja - Murmansk).

## Historik
Ett samarbete mellan deltagarna i Barentsregionen.